# Avenhornstraat 41

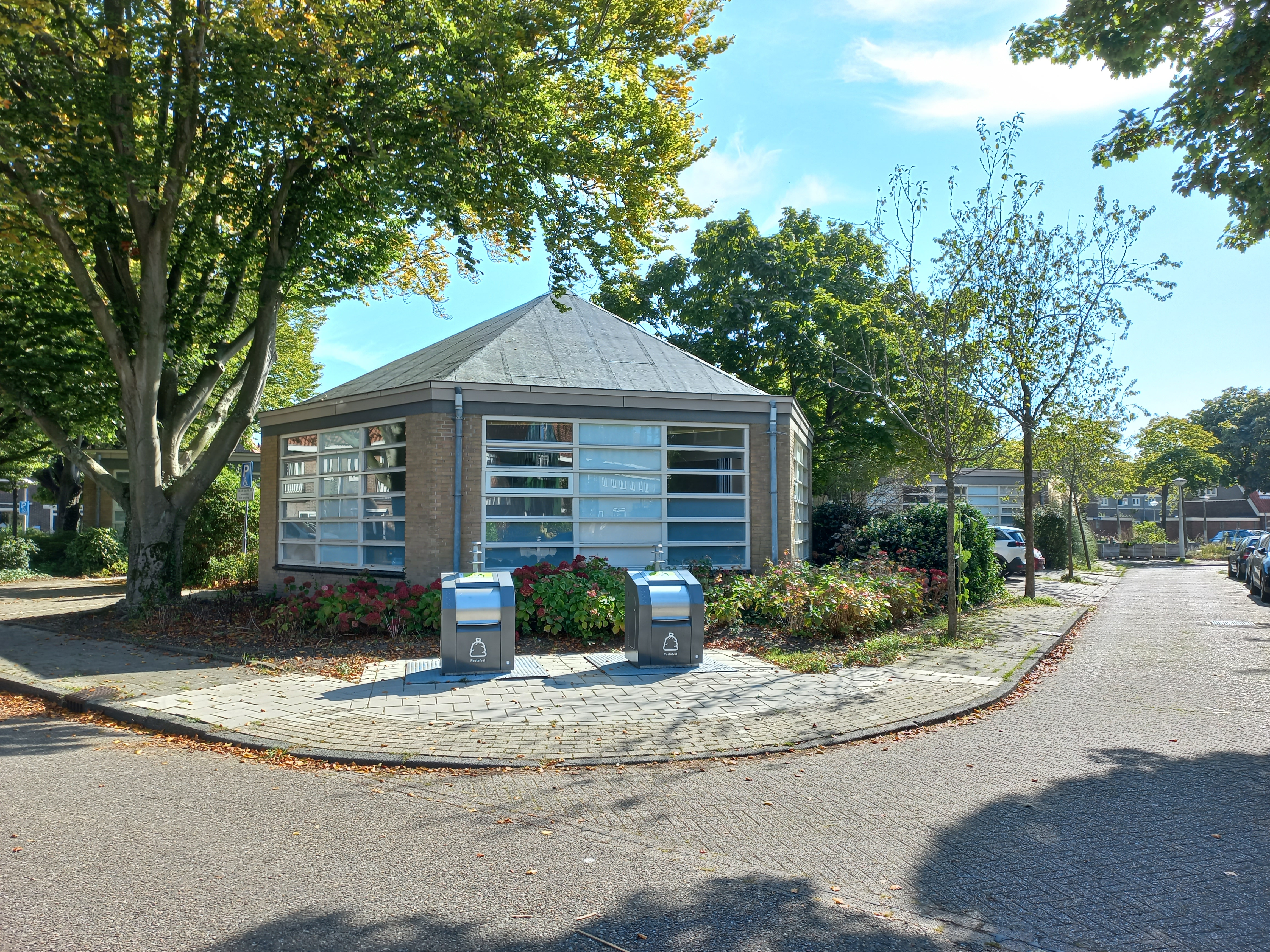
Zeshoekig gebouw Avenhornstraat 41, Amsterdam (september 2024)

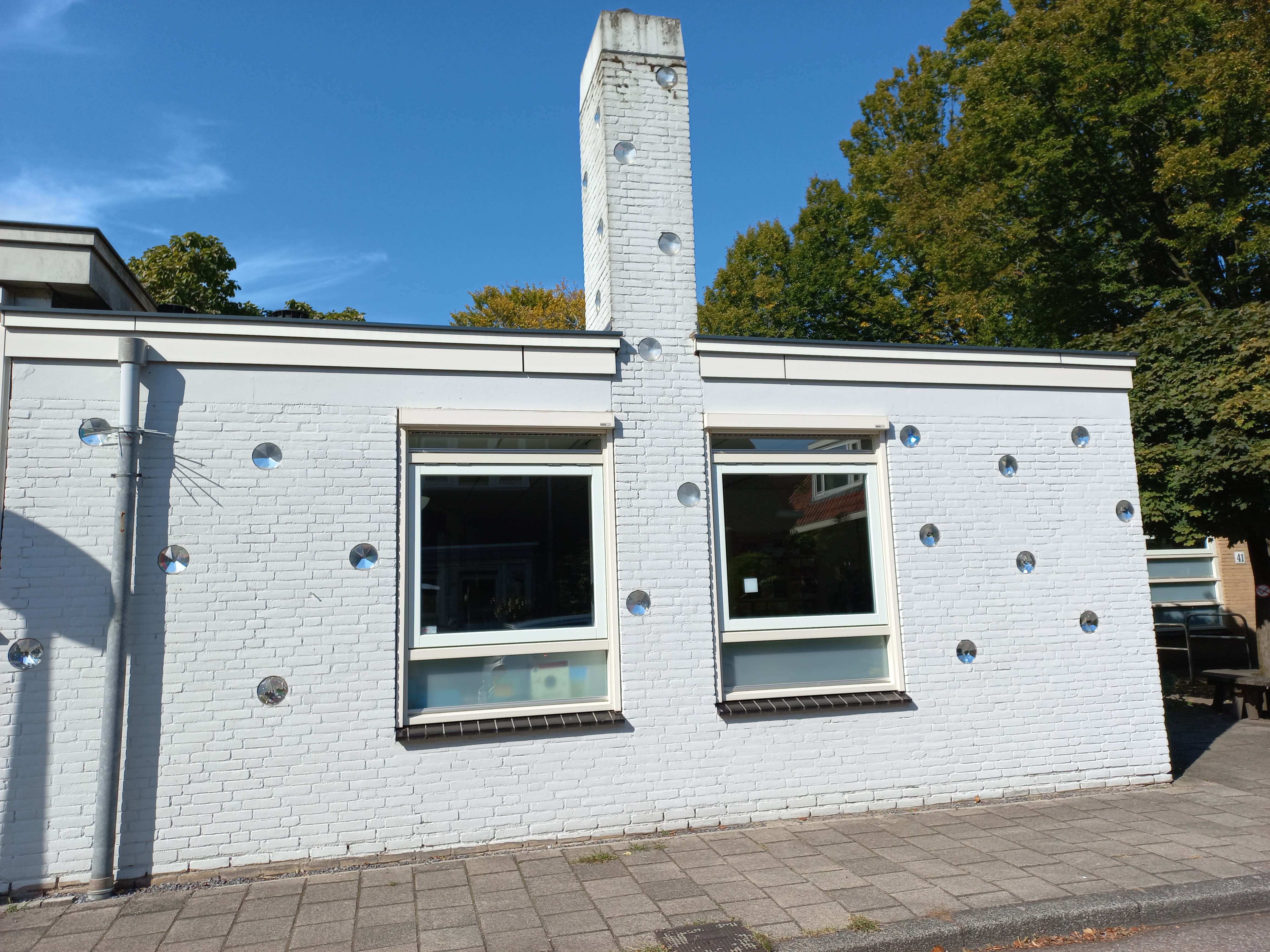
Gevel met “diamanten” (september 2024)

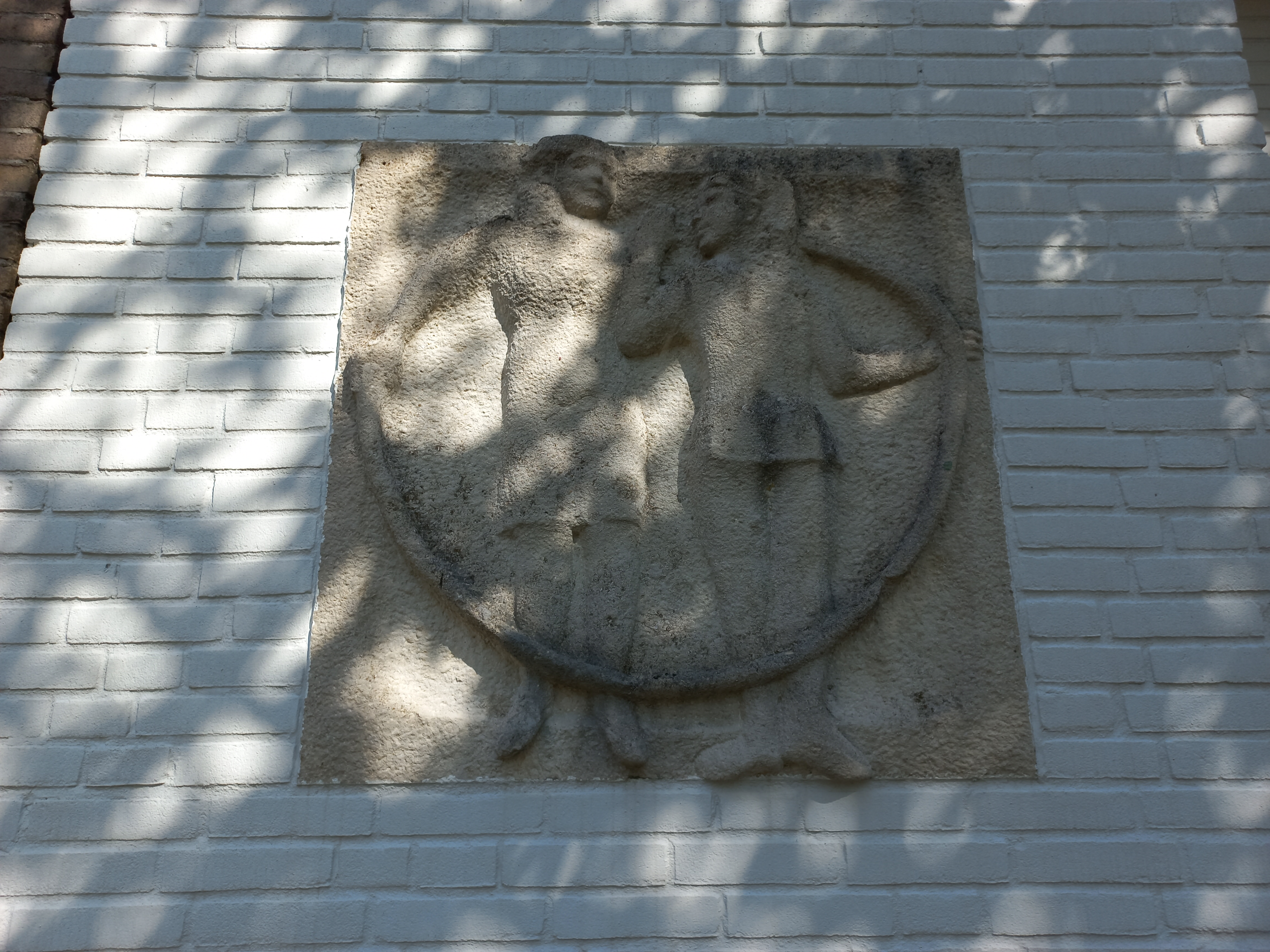
Kinderen in een hoepel (september 2024)

De Avenhornstraat 41, Amsterdam is een gebouw aan de Avenhornstraat, Amsterdam-Noord

## Avenhornstraat
Hier lagen eeuwenlang graslanden laatst behorend tot de gemeente Nieuwendam; die gemeente sloot zich in 1921 aan bij Gemeente Amsterdam. Mede door de armoe tijdens de Eerste Wereldoorlog was Nieuwendam niet meer in staat zichzelf te bedruipen en Amsterdam had de grond hard nodig voor woningbouw. Gemeente Nieuwendam bestond voornamelijk uit grasland. Al snel in die jaren twintig begon Amsterdam te bouwen aan wat Tuindorp Nieuwendam zou worden. In het oostelijk gedeelte daarvan werd onder andere de Avenhornstraat aangelegd en volgebouwd. Die straat was genoemd naar het Noord-Hollandse dorp Avenhorn. Alle straten in dat tuindorp kregen een dergelijke naam. Zo kruist de straat de Ilpendammerstraat, Edammerstraat en het Purmerplein. Kenmerkend voor de straat (en meerdere straten hier) zijn de onderdoorgangen, architect Berend Tobia Boeyinga ontwierp die bij het Purmerplein. Voor de gebouwen aan de Avenhornstraat en omgeving was ook architect Jan Boterenbrood verantwoordelijk, dat gemeentelijk monument kreeg de naam Botenerbroodcomplex Nieuwendam. 

## Avenhornstraat 41
Gebouw Avenhornstraat 41 valt niet onder dat monument; het is van later datum. Nabij de kruising met de Ilpendammerstraat bleef een terrein lang onbebouwd. In 1957 kwam er het verzoek van de "Vereniging voor voorbereidend onderwijs op gereformeerde grondslag Nieuwendam en omstreken" deze leegstaande ruimte te bebouwen met een kleuterschool met vier lokalen ontworpen door de architecten Gebr. Verkerk. Het bestond grotendeels uit één bouwlaag met hogere schoorsteen. Opmerkelijk is een aan het gebouw gekoppeld zeshoekig gebouwtje onder een tentdak. Wanneer die school onvoldoende leerlingen trekt, sluit de school en vestigt zich rond 2001 een gezondheidscentrum in het gebouw. Er wordt dan grondig verbouwd door Area Architecten.

## Zeventig diamanten
De nieuwe gebruiker geeft aan kunstenares Suzan Drummen opdracht tot een kunstwerk aan de gevel. Het gehele gebouw (ook sommige interne ruimten) wordt daarbij voorzien van zeventig diamantvormen gemaakt in Tsjechië, die het erop schijnend zonlicht alle kanten op reflecteren. Niet alle buurtbewoners waren daar overigens blij mee. Het was de bedoeling dat de  "diamanten punaises” vandalismebestendig waren, hetgeen niet altijd lukte, toch bleef het merendeel zonlicht de omgeving instralen. Dat bestendig zijn kwam voort uit het idee dat potentiële vandalen dat bleven omdat ze hun beeltenis in de spiegels zouden zien. Toen er in 2017 opnieuw een verbouwing kwam, probeerde de kunstenaar een deel van de spiegels uit het te verbouwen deel te redden; ze bleken echter te stevig vast gemonteerd. Slechts één spiegel wist een gebruiker te redden. Daarna verdween een deel van het totale kunstwerk achter een muur. De kunstenares bood nog aan om een aantal resterende spiegels alsnog in de nieuwbouw te plaatsen, maar dat vond de aannemer te veel moeite.

## Gevelsteen
De diamanten zijn niet de enige vorm van kunst aan het gebouw. Aan de zuidkant van het gebouw zit een ouder (dan 1960) aandoende gevelsteen met de afbeelding van twee kinderen met een hoepel. Het is gemaakt van Frans kalksteen in een ontwerp van Theresia van der Pant. 